# Apechthis ontario
Apechthis ontario là một loài tò vò trong họ Ichneumonidae.